# توره امپرادور
توره امپرادور (انگلیسی: Torre Emperador) ساختمان اداری ۵۱ طبقه، مستقر در شهر مادرید، اسپانیا است، که پروژه ساخت آن در سال ۲۰۰۴ آغاز شد و در سال ۲۰۰۸ به بهره‌برداری رسید.